# درستش کن
«درستش کن» (به انگلیسی: Get Right) تک‌آهنگی از هنرمند اهل ایالات متحده آمریکا جنیفر لوپز است که در ۴ ژانویه ۲۰۰۵ منتشر شد. این تک‌آهنگ در آلبوم دوباره (آلبوم جنیفر لوپز) قرار داشت.
این تک‌آهنگ در چارت‌های ایتالیا، ایرلند، در رتبه اول و در چارت‌های کانادا، والونیا، فرانسه، نروژ، استرالیا، آلمان، اسپانیا، دانمارک، فنلاند، فلاندرز، سوئیس، نیوزلند جزو ده ترانه اول قرار گرفت.